# Le Grammont

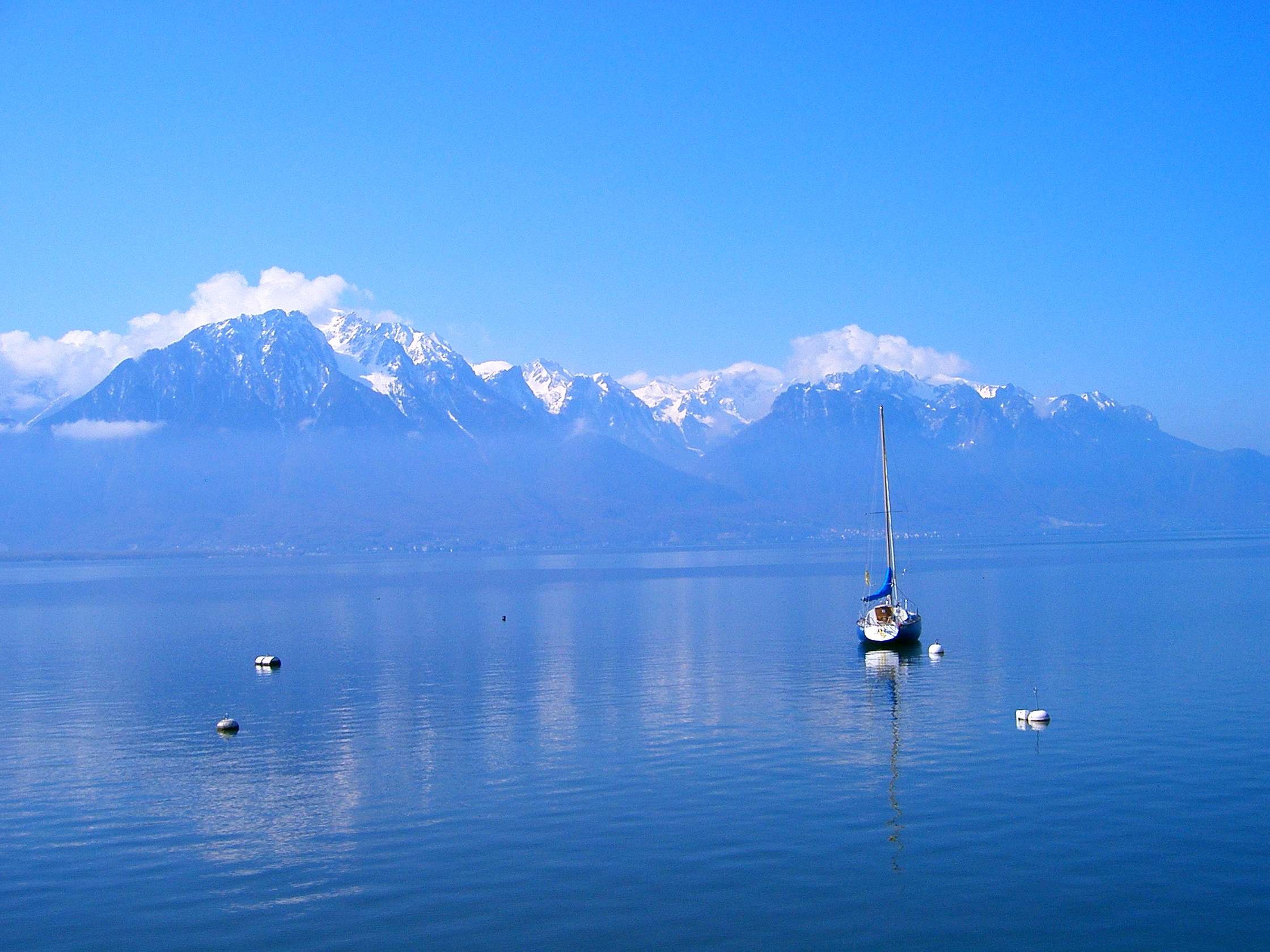
“O Grammont” visto de Montreux

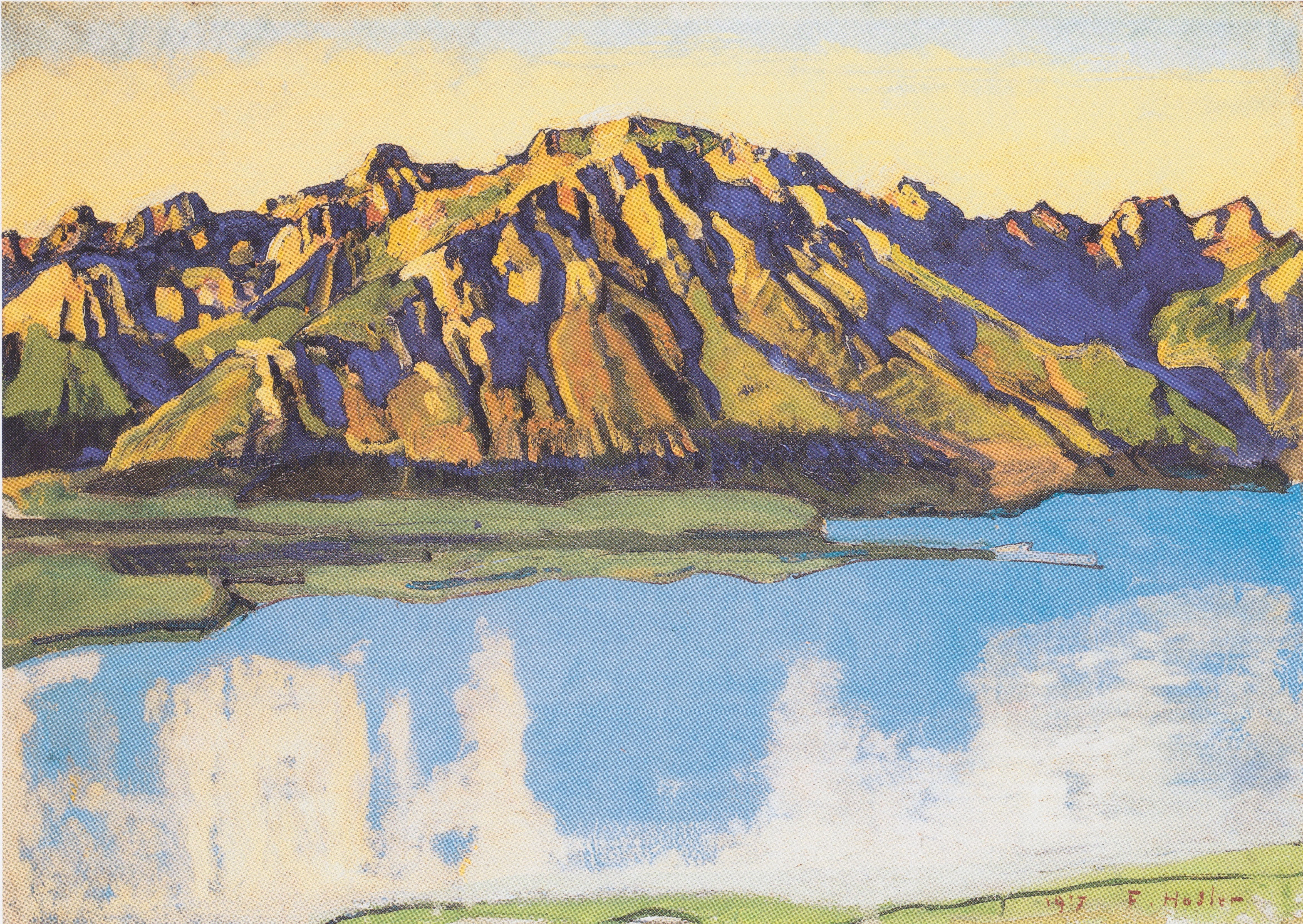
O Grammont matinal, 1917 - óleo em tela de Ferdinand Hodler

Le Grammont é uma montanha do massivo dos Alpes Chablais, perto de Le Bouveret, no Cantão de Valais.
Com uma altitude que culmina a 2.172 metros, é um dos picos mais altos com vista sobre o Lago Genebra. Vários trilhos conduzem ao cimo, principalmente na encosta sul.
Na subida encontra-se um lago de montanha, o Lac de Taney.
Pensa-se que Tauredunum (desastre natural) em 563 dC tenha ocorrido nas encostas do monte Grammont, nome dado em homenagem a um antigo forte da Era Romana, que era situado perto do ponto em que o rio Ródano entra no Lago Léman em Genève.
Durante a Segunda Guerra Mundial, ocorreu um incidente com um Lancaster da Royal Air Force abatido pelos artilheiros antiaéreos suíços e colidindo com a montanha. O piloto do aeroplano era Horace Badge e toda a tripulação, parte do 207 esquadrão da RAF se perdeu no incidente.